# Betoverend strand met de drie vloeibare Gratiën
Betoverend strand met de drie vloeibare Gratiën is een schilderij van de Spaanse kunstschilder Salvador Dalí.
Hij maakte het schilderij in 1938. Het is een olieverf op doek en meet 66 x 80 cm. Het hangt in het Salvador Dalí Foundation Museum in Saint Petersburg in Florida, Verenigde Staten

## Beschrijving
In het schilderij zijn drie vrouwenfiguren te herkennen. Het speciale aan dit schilderij zijn hun hoofden. Het zijn geen echte hoofden. De rechtse vrouw heeft een hoofd als een soort doorkijkje naar een landschap in de verte. Haar nek is de weg ernaartoe, de contour van haar hoofd is een gat in de rotswand.
De middelste vrouw heeft een soort doorzichtig hoofd. Op de plaats van het gezicht is een paard geschilderd. Het haar is een stofwolk. De contouren van haar hoofd zijn niet geschilderd. Je denkt gezichten te zien maar het is eigenlijk iets anders. 
De linkse vrouw heeft helemaal geen hoofd, maar een rotsblok.
Het lijkt wel een droom waarin alles door elkaar loopt. Er is geen verband.
Dalí laat beelden vanuit zijn binnenste, zijn onderbewustzijn, boven komen. Het is niet logisch te begrijpen. Het is net een droom.
Het is een surrealistisch schilderij met veel gele en bruine kleuren.